# 耳鳥斎
耳鳥斎（にちょうさい、宝暦元年（1751年）以前 - 享和2-3年（1802-03年）頃）とは、江戸時代の大坂の浮世絵師、戯画作者。

## 来歴
狩野派の小柴隼人の門人。姓は不明。名は半三郎。俗称松屋半三郎。戯作号を酒中仙といった。京町三丁目新難波橋付近に住んでいた。元来は酒造家であったが、家産を使い果たして骨董商を営んだという。絵を描き始めたのは骨董商になってからと推測される（大久保常麿『松屋耳鳥斎』 大正9年（1920年））。安永から天明期を最盛期として寛政まで活躍した。略筆体で人間の手足を細く描いた個性的な鳥羽絵 で知られており、滑稽の才に富み、極めて軽妙な筆使いによって、粗画でその意を表すのに妙を得た。天明期には耳鳥斎の扇面が非常に流行したといい、肉筆画も多数あり、また、義太夫に巧みであった。
安永9年（1780年）の三都の芝居名優似顔絵集『絵本水也空』3巻3冊、天明7年（1787年）の大阪の変人16人を取り上げその奇行ぶりの一端を戯画化した『画話耳鳥斎』4巻4冊、寛政5年（1793年）刊行の『軽筆鳥羽車』3冊、享和3年（1803年）の京阪の年中行事を描いた『絵本かつらかさね』、文化2年（1805年）の『絵本古鳥図加比』（えほんことりのつかい）三冊などを著しており、何れの作品も異彩を放っている。『絵本かつらかさね』の序文に「嗚呼南無三寶今也則亡矣」とあり、この版本は耳鳥斎没後の出版で、この少し前に亡くなったとみられる。同著では、耳鳥斎はよく「世界は此れ即ち一つの大戯場」だと語っていたという記述があり、また耳鳥斎は「非僧非俗以酒為名」（白文方印）と彫られた人を食ったような印章を用いており、堅苦しい世間を笑い飛ばす耳鳥斎の姿勢が窺える。

## 画風
師は狩野派の絵師とされるが、作品には狩野派の影響は殆ど見られない。鳥羽絵で評判を得たが、耳鳥斎自身は手足が長いだけの鳥羽絵と一緒にされては心外だとし、自らが目指すのは鳥羽僧正の高みだと語っている。しかし研究者からは、やはり耳鳥斎は鳥羽絵の影響を少なからず受けたことが指摘されており、他に鳥羽僧正は元より大津絵、江戸中期の画僧・明誉古磵や、与謝蕪村の戯画俳画との類似が認められる。
『鳥羽絵手本』では「浪花津に梅がへならで耳鳥斎、降る金銀に扇に取る」と歌われ、扇面画を多く描いたとされるが、現存数は5点ほどである。他に『仮名手本忠臣蔵』を題材にした肉筆画が複数確認されている。版本では役者絵本『絵本水や空』の画風は、上方役者似顔絵発生の一基礎となり、ほぼ同時代に活躍した流光斎如圭およびその門人たちに引き継がれた。また、戯画に見られる独創的な発想は、宮武外骨や岡本一平など、後の狂画に大きな影響を与えている。
なお耳鳥斎の絵は、とりわけ大正期から第二次世界大戦にかけて人気が高く、画風が一見稚拙で素人風にも見える事からか、贋作が数多い。また相前後する時期に、「越鳥斎」や「鉄鳥斎」など「鳥」の字がつく画人が大阪におり、彼らの筆と思しき作も耳鳥斎と極めて似た味わいを見せる物が多いという。鑑定には当然、作品自体の熟視や、落款や基準印の確認が求められるが、他の着眼点として耳鳥斎はかなり達筆であり、画面中の墨書が下手な作品はまず贋作と考えて良い。また、新しい本紙に、立派な表具を施した作品に贋作が多いという。

## 作品

### 版本
- 『絵本水や空』 絵本 耳鳥斎作 画讃と跋は銅脈先生 安永9年（1780年）
- 『歌系図』 流石庵羽積作 流光斎らと共画 天明1年（1781年）
- 『画話耳鳥斎』 絵本 天明2年（1782年）[8]
- 『嵐小六過去物語』 絵本 耳鳥斎作 寛政9年（1797年）
- 『絵本古鳥図翼比』 絵本 文化2年（1805年）

### 肉筆画
| 作品名                 | 技法         | 形状・員数 | 寸法（縦x横cm） | 所有者                             | 年代                 | 款記・印章                                                                                  | 備考 |
| ---------------------- | ------------ | ---------- | --------------- | ---------------------------------- | -------------------- | ------------------------------------------------------------------------------------------- | --- |
| 練物図                 | 紙本淡彩     | 扇面       |                 | 太田記念美術館                     | 天明寛政             |                                                                                             | |
| 桜狩人物画讃           | 紙本淡彩     | 1幅        |                 | 鬼洞文庫                           |                      |                                                                                             | |
| 大石氏祇園一力康楽之図 | 紙本墨画淡彩 | 1幅        |                 | 関西大学図書館                     |                      | 無款                                                                                        | 画面左に墨書「大石氏祇園一力康楽之図 英一蝶画耳鳥斎写」                                                                      |
| 月見猩々図             | 紙本墨画淡彩 | 1幅        |                 | 福岡市博物館                       |                      | 款記「耳鳥斎」/「父好銭母好酒我守是」白文方印                                               | |
| 戯画巻                 | 紙本墨画淡彩 | 1巻        |                 | 福岡市博物館                       |                      | 款記「耳鳥斎」/「耳鳥斎」白文方印・関防印「耳鳥」朱文長方印                                 | |
| 仁王之図               | 紙本墨画淡彩 | 双幅       |                 | 個人                               |                      | 款記「壽百六歳半分 耳鳥齋画」/「非僧非俗以酒為名」白文方印                                  | |
| 天狗寿老鼻頭くらべ     | 紙本墨画     | 1幅        |                 | 京都府（京都府京都文化博物館管理） |                      | 款記「耳鳥斎」/「非僧非俗以酒為名」白文方印                                                 | |
| 太夫禿                 | 紙本墨画     | 1幅        | 84.6x31.6       | 日本浮世絵博物館                   |                      | 款記「耳鳥齋」/「非僧非俗以酒為名」白文方印                                                 | 岡田玉山との合作で、耳鳥斎が花魁、玉山が禿を描いている。耳鳥斎が主役の太夫を描いていることから、耳鳥斎の方が年上とも取れる。 |
| 忠臣蔵画巻             | 紙本墨画淡彩 | 1巻10図    | 28.1x781.6      | 大英博物館                         |                      | 無款                                                                                        | |
| 関羽像                 | 紙本墨画     | 1幅        | 116.7x44.8      | 大英博物館                         |                      | 款記「耳鳥斎一世之畫」/「耳鳥図書」白文方印・「御夢堂」朱文方印                             | |
| 仮名手本忠臣蔵         | 紙本墨画淡彩 | 10幅       |                 | 個人                               |                      | 款記「浪華耳鳥斎」あるいは「耳鳥斎」/「黒松」朱文方印あるいは「父好銭母好酒我守是」白文方印 | |
| 別世界巻               | 紙本墨画淡彩 | 1巻21図    |                 | 関西大学図書館                     | 1793年（寛政5年）頃  | 「非僧非俗以酒為名」白文方印・「耳鳥斎房」白文方印                                          | |
| 地獄図巻               | 紙本墨画淡彩 | 1巻        |                 | 大阪歴史博物館                     | 1793年（寛政5年3月） | 関防印「卍盃」朱文ギヤマン型印・「非僧非俗以酒為名」白文方印・「耳鳥斎房」白文方印          | |
| 地獄図                 | 絹本著色     | 1巻        | 27.6x1304.3     | 熊本県立美術館                     | 1793年（寛政5年5月） | 関防印「排新人惟舊」白文長方印・「非僧非俗以酒為名」白文方印・「耳鳥斎房」白文方印          | |
| 十二ヶ月図             | 紙本墨画淡彩 | 双幅       |                 | 関西大学図書館                     |                      | 款記「耳鳥斎（花押）」                                                                      | |